# Жмеринский вагоноремонтный завод

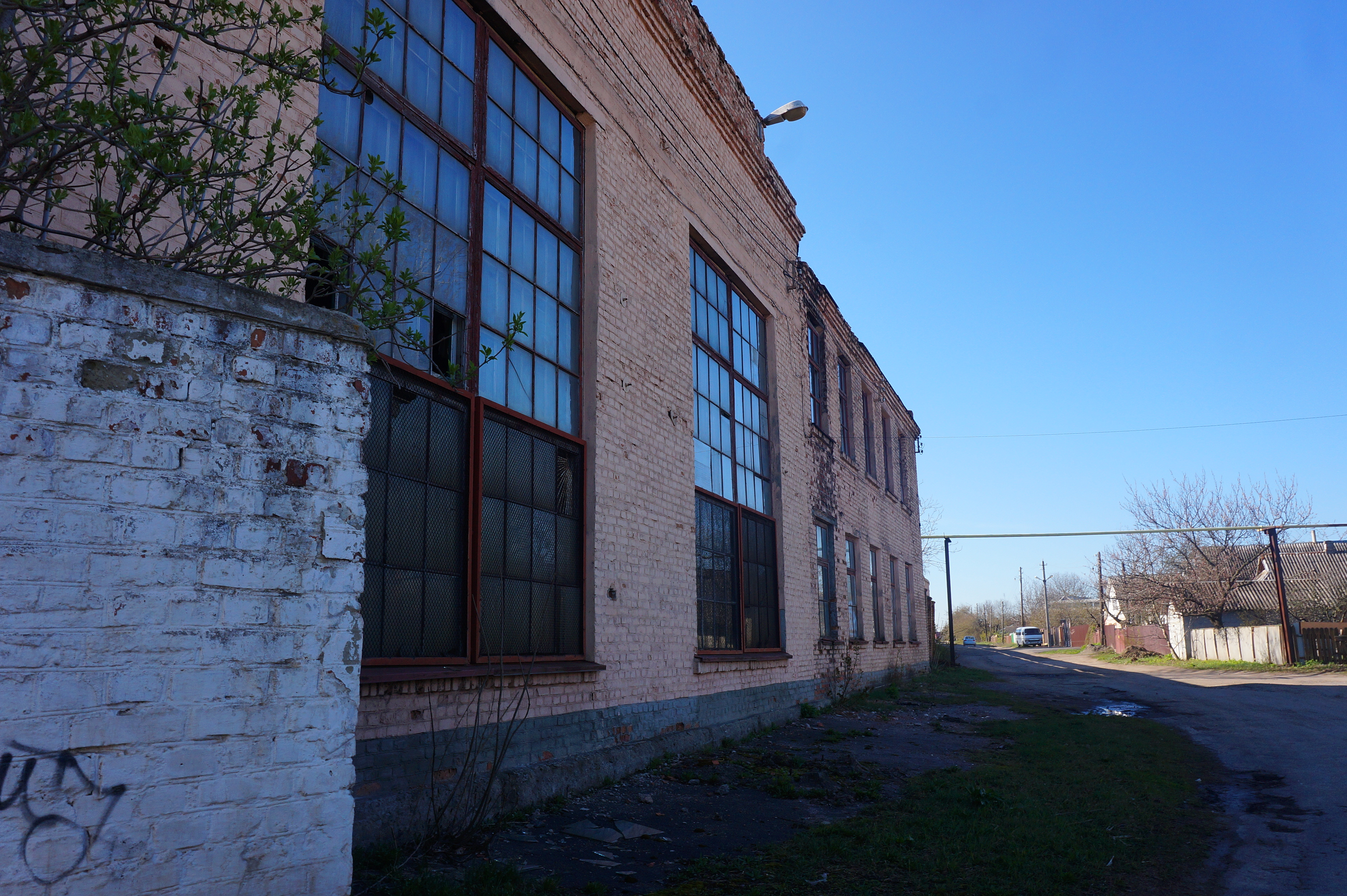
здание завода (10 апреля 2017 года)

Жмеринский вагоноремонтный завод «Экспресс» — промышленное предприятие в городе Жмеринка Винницкой области Украины.

## История
История предприятия началась в 1870 году, когда в Винницком уезде Подольской губернии Российской империи на станции Жмеринка Юго-Западной железной дороги были организованы мастерские для малого ремонта вагонов. 26 мая 1870 года здесь был начат ремонт первых товарных вагонов, 1 августа 1890 года начат ремонт первого пассажирского вагона.
Во время первой русской революции в феврале, в октябре и в декабре 1905 года железнодорожники Жмеринки бастовали.

### 1918—1991
Во время гражданской войны Жмеринка оказалась в зоне боевых действий и железнодорожные мастерские пострадали, но в дальнейшем они были восстановлены.
В 1923 году работники локомотивного депо и Жмеринских вагоноремонтных мастерских во внерабочее время бесплатно отремонтировали паровоз и 36 вагонов (эшелон, пущенный под откос в 1918 году).
В ходе индустриализации 1930-х годов в 1933 году Жмеринские вагоноремонтные мастерские были реконструированы, расширены и преобразованы в Жмеринский вагоноремонтный завод имени 1 Мая. В апреле 1936 года завод освоил конвейерный метод ремонта вагонов. В 1936 году на предприятии действовало девять производственных цехов, а количество рабочих составляло 1100 человек.
После начала Великой Отечественной войны в связи с приближением к Жмеринке линии фронта 2 — 17 июля 1941 года часть оборудования завода была эвакуирована в город Канаш Чувашской АССР, но 17 июля 1941 город и станция были оккупированы наступавшими немецкими войсками. Осенью 1942 года в Жмеринке возникла подпольная организация «Советские патриоты», в состав которой входило 13 подпольных групп (при этом, группа Г. Г. Навроцкого действовала на вагоноремонтном заводе). Подпольщики устраивали диверсии, распространяли среди населения сводки Совинформбюро и рукописную газету «Красный партизан».
18 марта 1944 года Жмеринка была освобождена советскими войсками, вслед за этим началось восстановление разрушенных промышленных предприятий. В первые месяцы восстановление проходило медленно, так как до августа 1944 года город и станцию бомбили самолёты люфтваффе, но после возобновления работы кирпичного завода ускорилось. В 1944—1945 гг. эвакуированные оборудование и рабочие завода были возвращены с Канашского вагоноремонтного завода в Жмеринку.
В целом, в советское время завод входил в число ведущих предприятий города.

### После 1991
После провозглашения независимости Украины, в декабре 1994 года государственное предприятие было преобразовано в общество с ограниченной ответственностью.
2004 год завод закончил с чистой прибылью 1,325 млн. гривен.
Начавшийся в 2008 году экономический кризис осложнил положение завода, который в декабре 2008 года перешёл на трёхдневную рабочую неделю.

## Деятельность
Предприятие выполняет работы по капитальному ремонту колесных пар, грузовых и пассажирских вагонов, дизель-поездов, электропоездов и тепловозов. Кроме того, предприятие осуществляет ремонт подвижного состава ж/д транспорта и дизель-поездов Д1 и ДР1.